# Bộ Ngoại giao (Ấn Độ)
Bộ Ngoại giao Ấn Độ (tiếng Hindu: Videsh Mantralay; tiếng Anh: Ministry of External Affairs, viết tắt MEA) là cơ quan trực thuộc Chính phủ Ấn Độ, có nhiệm vụ quản lý các quan hệ ngoại giao của Ấn Độ với các quốc gia khác. Bộ có trách nhiệm đại diện cho quốc gia ở Liên Hợp Quốc và tư vấn cho các bộ, cơ quan khác khi họ có giao dịch với chính phủ hoặc định chế của nước ngoài.

## Lịch sử
Bộ Ngoại giao Ấn Độ có tên ban đầu là Bộ Ngoại giao và Quan hệ Khối thịnh vượng chung. Sau đó cơ quan đổi tên thành Bộ Ngoại giao vào năm 1948. Thủ tướng Ấn Độ Jawaharlal Nehru lãnh đạo bộ này cho đến mãi năm 1964 thì Ấn Độ mới bổ nhiệm bộ trưởng riêng (thành viên nội các).

## Tổ chức
Quốc vụ khanh Ngoại giao Ấn Độ (Bộ trưởng) là quan chức dân sự cao cấp nhất đứng đầu Bộ Ngoại giao. Dưới người này là các quốc vụ khanh khác.
- Quốc vụ khanh Ngoại giao — Sujatha Singh.
- Quốc vụ khanh (Tây) — Dinkar Khullar.
- Quốc vụ khanh (Đông) — Anil Wadhwa.
- Quốc vụ khanh đặc biệt (ER & DPA) — Sujata Mehta.

## Cơ quan Cộng tác Phát triển (DPA)
Cơ quan Cộng tác Phát triển (Development Partnership Administration) là cơ quan dưới quyền Bộ Ngoại giao. Do Ấn Độ ngày càng tăng cường sự hiện diện mang tính chiến lược nên DPA đã ra đời năm 2014 nhằm thi hành hiệu quả các dự án mà thành phần thực hiện là các chuyên gia đến từ nhiều nơi như Bhutan, Nepal, Afghanistan, Maldives, Sri Lanka và Bangladesh, cũng như ở châu Phi và Mỹ Latinh.
Hiện đứng đầu DPA là Sujata Mehta - một trong những nhà ngoại giao xuất sắc nhất của Ấn Độ. Mehta cũng là Quốc vụ khanh đặc biệt của Bộ Ngoại giao.